# ریچارد بر
ریچارد بِر (به انگلیسی: Richard Burr) (زادهٔ ۳۰ نوامبر ۱۹۵۵) سناتور ایالت کارولینای شمالی در سنای ایالات متحده آمریکا است که برای نخستین‌بار در ۳ ژانویه ۲۰۰۵ به‌عضویت این مجلس درآمد. وی در زمرهٔ سناتورهای گروه سوم است که به‌مدت ۶ سال در سنا حضور دارند و تا تاریخ ۳ ژانویه ۲۰۱۷ در این مجلس خواهد بود. بر که عضو حزب جمهوریخواه است ریاست کمیتهٔ منتخب اطلاعات سنا را بر عهده دارد.